# 青塔水库
青塔水库是中国河北省邯郸市涉县境内的一座水库，位于子牙河系南茗河上，建于1977年。水库正常库容为1010万立方米，集雨面积为76平方千米，海拔为712.8米。